# Nicolás Schiappacasse
Nicolás Javier Schiappacasse Oliva (12 tháng 1 năm 1999) là cầu thủ bóng đá người Uruguay chơi ở vị trí tiền đạo cho Atlético Madrid B ở giải Tercera División.

## Sự nghiệp
Schiappacasse bắt đầu sự nghiệp của mình vào năm 2015 ở River Plate Montevideo.